# Jacques Yonnet
Jacques Yonnet (22 de junio de 1915 - 16 de agosto de 1974) fue un poeta, letrista, dibujante, pintor, escultor y escritor francés. 

## Biografía
Es conocido sobre todo por su ensayo Rue des maléfices, Chronique secrète d'une ville (anteriormente publicado bajo el título Enchantements sur Paris, 1954 por Denoël), que toda una generación de autores (entre los cuales Raymond Queneau, pero también Jacques Audiberti, Jacques Prévert, Marcel Béalu o Claude Seignolle) admiraba como uno de los mejores libros escritos sobre París bajo la Ocupación. Jacques Yonnet era amigo de Robert Doisneau cuyas fotografías ilustran su libro más importante.
Al final de los años 1950, Yonnet fue crítico gastronómico en el semanario L'Auvergnat de Paris gracias a su amigo Pierre Chaumeil. Escribió cientos de páginas a la vez llenas de fantasía y de poesía, acompañadas de dibujos, a la gloria de los bares parisinos. También fue amigo del escritor Robert Giraud que tomó su sucesión en L'Auvergnat de Paris tras su fallecimiento.
Durante la Segunda guerra, Jacques Yonnet participa muy activamente en la Resistencia parisina.

### En español
- Calle de los maleficios : crónica secreta de París, Sajalin editores, 2010.

### En francés
- Rue des maléfices, varios editores entre los cuales Payot y Phébus (publicado originalmente por Denoël con el título Enchantements sur Paris, 1954).
- Troquets de Paris, éditions L'échappée, 2016[2] (Crónicas publicadas en L'Auvergnat de Paris).